# Stenotarsus flavomaculatus
Stenotarsus flavomaculatus es una especie de coleóptero de la familia Endomychidae.

## Distribución geográfica
Habita en las Filipinas.